# 가지과
가지과(--科, 학명: Solanaceae 솔라나케아이[*])는 가지목의 과이다. 가지과의 상당수는 먹을 수 있으나 어떤 것들은 독을 지니고 있다(먹을 수 있는 부분과 독이 있는 부분을 모두 가진 것도 있다.)
이 과의 라틴어 이름은 가지를 뜻하는 라틴어 ‘Solanum’에서 왔다. 그러나 그 단어의 더 자세한 어원은 명확하지 않으나, 이 단어가 라틴어 동사 ‘solari(진정시키다)’에서 왔다는 견해가 있다. 이것은 아마도 이 과에서 발견되는 정신에 작용하는 종(種)의 마음을 진정시키는 효과가 있는 약학적 특성에서 기인한 것으로 보인다. 그러나 좀 더 가능성이 있는 것은 이 이름이 가지과에 속하는 어떤 꽃들의 모양이 태양과 태양광선의 모습과 닮은 것에서 유래했다는 것이다. 실제로도 가지속(라틴어: Solanum)의 한 종(種)은 영어로 ‘sunberry’로도 알려져 있다.
가지과는 약 98개 속, 2700여 종으로 이루어져 있으며, 서식지와 형태 그리고 생태적으로 아주 다양한 종으로 구성되어 있다. 가지과에 속하는 것으로는 흰독말풀, 가지, 맨드레이크, 벨라돈나풀, 고추속(파프리카, 고추), 감자, 담배, 토마토, 피튜니아가 있다. 가지과는 인류식물학적으로 볼 때 인류가 널리 활용해 온 과이다. 가지과는 음식, 향신료, 의약품의 중요한 요소이다. 그러나 가지과는 알칼로이드 글루코시드가 많이 들어 있는 경우가 있는데 이는 소량으로도 인간과 동물들에게 치명적인 독이 된다.

## 하위 분류
| - 가지아과(Solanoideae Kostel.) - 괴체나무아과(Goetzeoideae Thorne & Reveal) - 나비꽃아과(Schizanthoideae Hunz.) - 담배아과(Nicotianoideae Miers) - 들담배아과(Schwenckioideae Reveal) | - 야래향아과(Cestroideae Burnett) - 잔나비붓아과(Duckeodendroideae Reveal) - 피튜니아아과(Petunioideae Thorne & Reveal) - 분류 불확실(incertae sedis) - 아트리코덴드론속(Atrichodendron) |